# Spargelerntemaschine

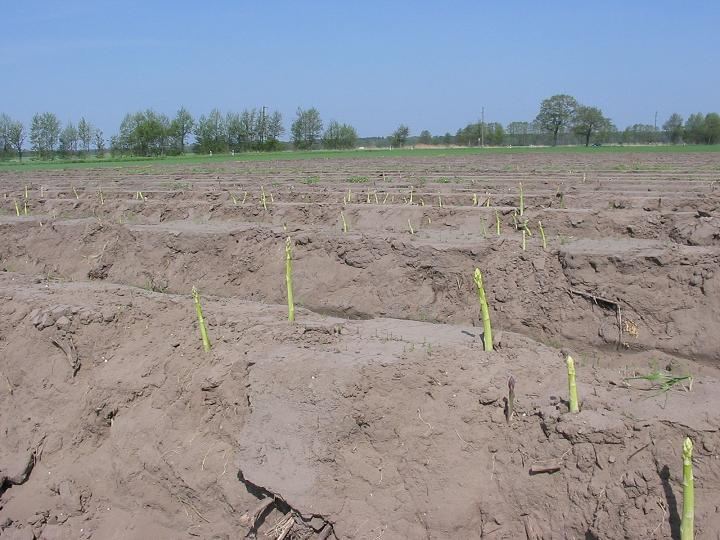
Die Spargeldämme auf einem Feld

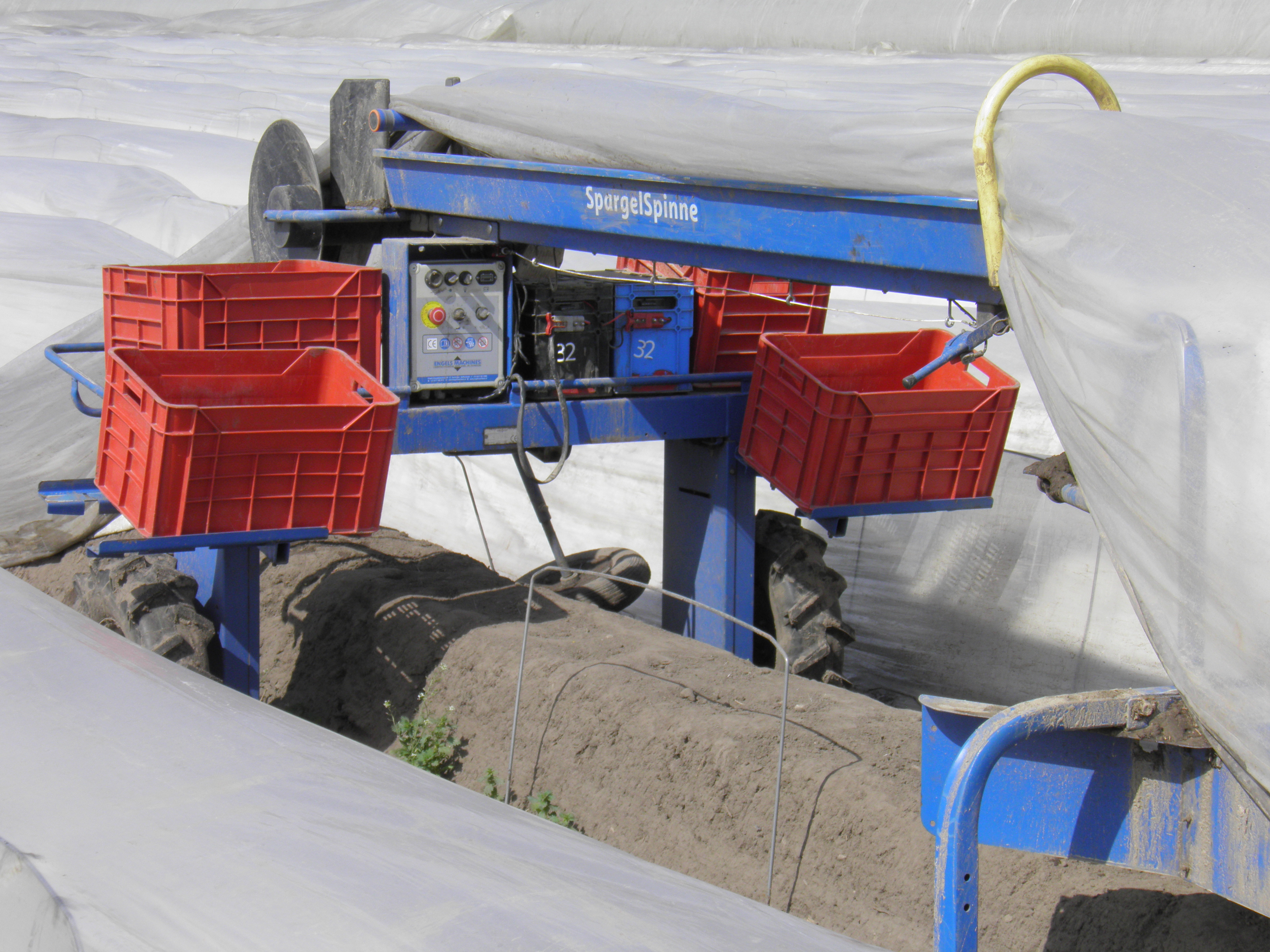
„Spargelspinne“ auf einem Spargelfeld am Niederrhein

Spargelerntemaschinen – bei entsprechender Ausbaustufe auch Spargelvollernter genannt – sind Erntegeräte für den Gemüsespargel. Spargelerntemaschinen gibt es als Selbstfahrer oder Nachläufer, der an einem Traktor betrieben wird. Es gibt zwei verschiedene Methoden der automatischen Spargelernte: die selektive Ernte von einzelnen Stangen und die nichtselektive Ernte.

## Selektive Ernte
Die Spargelstangen werden entweder per Joystick und Erntearm einzeln von einem Fahrer geerntet oder vollautomatisch durch Kameraerkennung von der Maschine auf drei Spargeldämmen automatisch geerntet. Um zu erkennen, wo sich der Spargel befindet, wird dazu die Oberfläche mit einem grünen Laser abgetastet. Dann kann der Erntearm mit einem Spargelstechmesser genauso wie bei der Handarbeit durch einen stoßartigen Schnitt die Spargelstange abtrennen, selbständig herausziehen und in einem mitfahrenden Auffangkorb ablegen.

## Nichtselektive Ernte
Der gesamte Spargeldamm wird mitsamt allen Spargeln abgeschnitten und nach oben befördert. Auf der Maschine werden die Spargel von der Erde getrennt. An der Rückseite der Maschine läuft die Erde zusammen, der Ernter hinterlässt wieder einen Spargeldamm. Diese Erntemethode ist jedoch umstritten, da sie einerseits nicht zwischen ausgewachsenen und zu kurzen Spargeln unterscheidet und andererseits die Wurzeln für die folgende Ertragssaison nicht so schonend behandelt wie beim Ernten von Hand.

## Geschichte
Bereits zu Anfang des zwanzigsten Jahrhunderts, seit 1907, gab es in den USA die ersten Versuche, den Spargel mechanisch zu ernten. Vor allem seit den 50er Jahren bis in die 90er Jahre wurden viele Forschungen unternommen und einige Patente in den USA und in Australien für die selektive und nicht selektive Spargelernte erteilt, doch keine der Methoden konnte sich bis heute durchsetzen oder einen Preisvorteil bieten.

## Einzelbelege
1. ↑  Spargelvollernter KIRPY […] – auf YouTube, veröffentlicht am 28. Oktober 2012.